# Гофра глушника
Гофра глушника або гофра приймальної труби — елемент вихлопної системи, що завдяки своєму еластичному з’єднанню компенсує вібрації, які надходять від двигуна до системи випуску.
Двигун внутрішнього згоряння під час своєї роботи інтенсивно вібрує, утворюючи при цьому певну кількість коливань. Еластичність гофри дозволяє поглинати вібрацію та коливання, запобігаючи механічним пошкодженням системи випуску відпрацьованих газів. До речі, підібрати виріб елементарно просто, треба заміряти зовнішній діаметр приймальної труби. Він повинен збігатися з внутрішнім діаметром гофри.

## З чого складається гофра глушника?
Конструкція гофри складається з металічної трубки, котра ззовні захищена металевим обплетенням із нержавіючої сталі. Для встановлення гофри на обох її кінцях розміщенні циліндричні конектори, за допомогою яких виріб зварюється з глушником. Місце для встановлення гофри у вихлопній системі може бути різним — перед глушником, одразу після колектора чи перед резонатором.

## Види гофр та їх відмінності
На сучасному ринку автотоварів найпопулярнішими видами гофри приймальної труби є Interlock та Innerbraid. Також, зустрічаються гофри виду Hydra, або, як її ще називають власники транспортних засобів — кольчуга.
- Іннербрейд (англійською мовою inner — «внутрішній», braid — «обплетення») складається з 3-х однакових шарів перехресного стального обплетення. Строк експлуатації такого виду гофри глушника набагато менше у порівнянні з гофрами Інтерлок внаслідок того, що внутрішній шар прогорає швидше, аніж металорукав.

- Гофри інтерлок (дослівно з англійської interlock — «внутрішній блок») складаються з 4-х шарів — три шари обплетення та гофрований металорукав вкритий пластинами нержавіючої сталі, що при візуальному огляді схожі на металічні кільця. Такі вироби захищають глушник від високих температур, поглинають вібрації та, навіть, сильні поштовхи двигуна під час руху або прискорення. Вони вважають якіснішими та більш довговічними, ніж тришарові, але і коштують дорожче.

- Гофри кольчуга мають 3 шари, 2 з яких виконані у вигляді металорукава, 3 шар з перехресної стальної дротового обплетення, або з оригінальної захисної сітки. Така гофра дуже еластична, гнеться та деформується під будь-яким тиском та натиском. Майже всі авто, виготовлені в Німеччині та деякі нові моделі корейських транспортних засобів комплектуються саме таким видом з заводу. Гофри Hydra рекомендують встановлювати на двигуни з поздовжнім розташуванням, які мають V-подібний тип. Такі гофровані елементи добре гасять не тільки поздовжні коливання мотора, а й відносно поперечні. Вони чудово працюють на «скручування», що дуже важливо при швидкому зрушенні авто з місця. Візуальна відмінність цього типу — на відпресованих кільцях видавлений штамп «Hydra». Термін служби таких деталей найбільший, як і вартість.

## Причини виходу з ладу гофри
1. Проблеми в роботі паливної системи, несвоєчасна заміна повітряного фільтра, вихід з ладу дросельної заслінки, використання високооктанового бензину і паливних присадок, що підвищують октанове число призводять до згоряння частини незгорілого палива всередині гофрованої труби. Через вплив надзвичайно високої температури стінки деталі можуть тріснути або прогоріти.
2. Забруднення не менш небезпечне для гнучкої труби. Бруд, що скупчився на поверхні металевого обплетення, перешкоджає ефективному охолодженню деталі, що призводить до її пропалювання. Засмічений глушник створює надлишковий тиск у вихлопній системі, що може привести до розтріскування компонента.
3. Ризик пошкодження деталі значно зростає, якщо автомобіль використовується на неякісних дорогах. Зокрема, її цілісність може бути порушена внаслідок ударів об аварійне дорожнє покриття і попадання каміння.
4. Завдяки своєму розташуванню гофра глушника в значній мірі піддається впливу вологи, солі і дорожніх хімікатів. Перш за все, іржа впливає на зварні шви і надалі поширюється на всю поверхню деталі.

## Заміна гофри глушника
Гнучка труба не підлягає ремонту. У разі будь-якого пошкодження деталь вимагає заміни. Установка нової запчастини вимагає використання зварювального устаткування, тому заміну необхідно проводити у майстерні. За допомогою спеціальних інструментів майстер видаляє пошкоджену ділянку вихлопної системи, а на її місце встановлює новий. Вузли ущільнюються зварюванням.